# Vérone sous le régime communal
Pour un article plus général, voir Histoire de Vérone.
Vérone sous le régime communal est la période allant de la fin du IXe au XIIIe siècle, quand l’organisation politique de la ville lui permettait de facto d'être indépendante et de contrôler la campagne environnante.
Comme beaucoup d'autres villes italiennes au Moyen Âge, Vérone s'érige en commune jurée dans le courant du Xe siècle. À l'occasion du long conflit contre l'empereur Frédéric Barberousse, la commune étend progressivement son autonomie vis-à-vis du souverain germanique. Cette indépendance est acquise au prix de lourdes guerres civiles entre guelfes et gibelins. Dans ces luttes confuses, la famille des Da Romano augmente son influence jusqu'à contrôler la commune et établir à son profit une première seigneurie en 1226, anticipant celle qu'en 1260 établissent à leur propre profit les Della Rocca, parfois appelés Scaliger.

## Les origines de la commune
Les origines communales à Vérone sont anciennes. On trouve dès 962 un Conseil des 80, formé de 80 familles, chacun des quatre quartiers de la ville étant représenté par vingt familles. En 975 est attestée une première commune. 
Vérone, cité lombarde, attaque Vicence, ville romaine en 1001. Ces luttes sont sans doute à rapprocher de la première émancipation de Vicence par son évêque, qui au même moment se voit concéder les prérogatives du comte. Les villes royales (lombardes) s’opposent en effet aux romaines (restées grecques), comme Vicence qui était pourtant le siège d'un duché Lombard,. En 1002, c'est le cortège funèbre d’Otton III qui traverse Vérone en révolte.
Arduin est à l'époque comte de Vérone. Il fait la guerre à l’évêque de Vérone, Oberto, qui se réfugie en Allemagne et demande des secours à Henri II. Celui-ci, de passage à Vérone, y est accueilli par la puissante famille des Canossa.
Les électeurs de la Marche de Vérone nomment Arduin, comte de cette ville, roi éphémère d'Italie. Henri II tient une diète célèbre à Vérone en 1021. En 1055, Vérone affirme sa personnalité par la voix du marquis Guelfo (Welf III d'Altdorf), qui obtient de l’empereur qu’il exempte Vérone du fodro, du parata (entretien des ponts, routes et fleuves pour le passage des troupes) et du manfronatico (logement des troupes).

### Les calamités
En 1005, dans le contexte de la grande famine générale de cette époque, Vérone souffre d'une forte mortalité. La peste s'y ajoute comme en 1016. 
La série noire des calamités publiques est ensuite une longue litanie. La ville est frappée par des inondations, la famine et un tremblement de terre. La crue de l’Adige en particulier en cette année 1087 rompt le pont Emilio et celui des Navi Ponte Navi (reconstruits en 1098). 
Malgré une nouvelle crue de l'Adige en 1097, la prospérité et la paix règnent à nouveau enfin dans la Marche Trévisane après la grande famine de 1095.
1116 est marqué par une nouvelle crue dévastatrice de l'Adige. Le 3 janvier 1117, un terrible séisme endommage les arènes de Vérone et autres lieux, comme les digues de l’Adige et du Pô ainsi que deux tours des murs de Trévise.
1153 est endeuillée par une gigantesque crue de l’Adige qui ruine les ponts de la Pietra et des Navi, causant de grands dégâts et la famine, comme du reste dans toute l’Italie.

### La vie religieuse

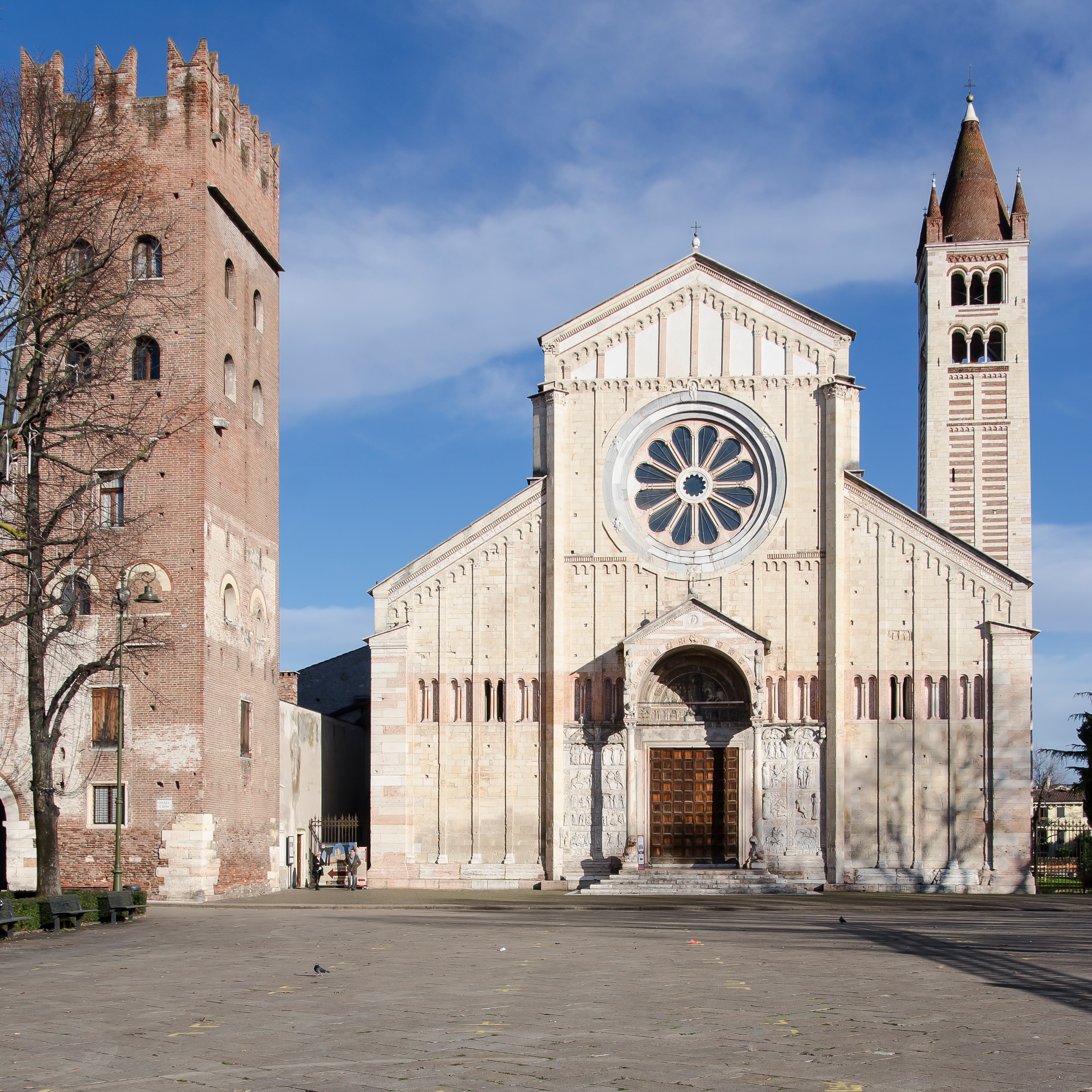
Basilique san Zeno de Vérone.

Ces temps difficiles sont aussi ceux d'un premier épanouissement de l'art roman, avec le campanile de San Zénon. Lieu de culte endeuillé en 1049 par l’incendie de la foire qui se tenait sur la place Saint Zénon (it). L'incendie s'étend aux nouveaux faubourgs marchands de la cité.  
En 1065 l'église de sopra S. Fermo chiesa di San Fermo Maggiore (it) est consacrée à Vérone. La célèbre comtesse Mathilde, visitant Saint-Zénon majeur en 1073, fit des dons au monastère. 
En 1125 la ville voit mourir saint Gualfardo, ermite de Vérone, dont la mort est suivie de prodiges, propres à impressionner le peuple dans le contexte fiévreux de la réforme grégorienne. 
À l'occasion de la visite de l'empereur Lothaire à Vérone (1137), l’église St Zenon est restaurée somptueusement

### Les dirigeants
Bonifacio de la puissante famille de San Bonifacio est alors sans doute le dernier comte effectif de Vérone vers 1120/1125 . En 1074, une deuxième commune voit son apparition dans une cité délivrée de ce pouvoir temporel féodal. Mais les marquis de la grande marche de Vérone restent des interlocuteurs de poids. L'un d'eux, Berthold Ier de Zähringen, fait partie des rebelles à l'empereur Henri IV lors de la querelle des investitures. L’évêque est aussi un personnage de premier plan qui accompagne les débuts de la révolution communale. La monnaie de Vérone (des deniers) est forte et sert aux échanges entre cités voisines. La profession de marchand est à l’époque en plein essor à Vérone et est exercée indifféremment par toutes les classes sociales. Vérone durant cette période est accordée en fief à la puissante comtesse Mathilde (comme Trévise).
C'est la mort de Mathilde en 1115 qui voit Vérone s'ériger en commune pour la troisième fois, tout comme sans doute à Vicence. L'institution consulaire apparaît elle aussi vers ce moment, là encore en un parfait synchronisme avec d'autres cités italiennes ou non. En 1120, quatre consuls sont attestés à Vérone, vers la même époque qui voit la fin des comtes effectifs de Vérone,.
En 1136 trois Consuls sont attestés à Vérone (puis six) sous le patronage de saint Zénon qui ratifie le pacte entre milites et pedites (comme le montre un bas-relief de la cathédrale en 1138),. Une douzaine de familles se partagent alors le pouvoir. À la mort d’Alberto de San Bonifacio la ligne directe s’éteint et passe au rameau résidant à Roco. Le titre comtal n’est plus qu’honorifique depuis que la Commune est libre. 
Depuis la mort en 1142 du comte Marco Regolo, comte S. Bonifacio et premier comte nominal de Vérone, la commune est toute puissante. Le régime consulaire définitif est désormais bien établi à Vérone comme avec la figure du leader Alberto Tinca, qui sera consul en 1142. Cela n'allait pas sans de profondes divisions au sein du corps civique, illustrée par la sanglante rivalité des Montecchi gibelins et des San Bonifacio guelfes quant à eux. Ces deux familles sont par la suite renommées par Shakespeare « Montaigu » et « Capulet » dans Roméo et Juliette. Hermann marquis de Vérone vient en personne dans cette ville en 1144 apaiser les discordes civiles.
1151 est une date importante puisqu'on y voit à Vérone un recteur remplacer les consuls.

### Les guerres de la cité
La ville est impliquée dans le conflit opposant les partisans du pape et de la comtesse Mathilde à ceux de l'empereur et, le 10 avril 1090, Henri IV, ayant réuni une armée à Vérone avec les habitants de cette ville, attaque Nogara, mais ses hommes sont mis en fuite par ceux de la comtesse Mathilde. Il assiège sans succès Mantoue dans sa deuxième descente en Italie.
En 1091, Henri V s'oppose à la comtesse Mathilde en territoire véronais. Cela prouve que la princesse avait étendu ses possessions dans la région. Comme tant d'autres villes padanes italiennes soucieuses du contrôle des voies d'eau de leur contado, Vérone mène des combats frontaliers. Alliée de Venise par un traité, elle entre en guerre en 1107 contre Padoue, Trévise et Ravenne pour le contrôle de l’Adige, voie fluviale essentielle à son commerce et donc à sa survie. Henri V à Vérone en 1110 réconcilie dans un parlement les ambassadeurs des Padouans et des Vénitiens, en guerre depuis 1100. 

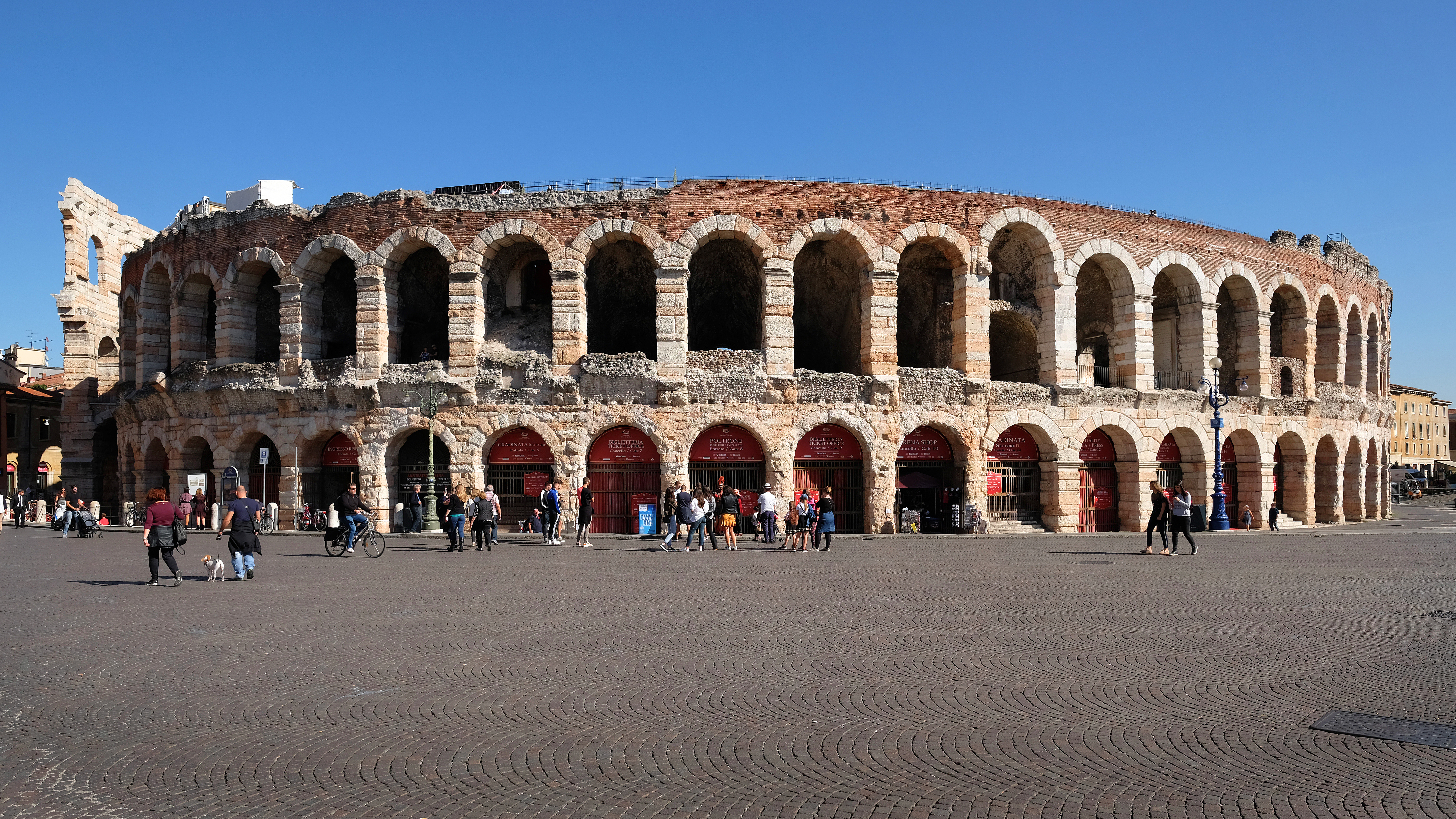
Arènes de Vérone.

Les Véronais sont impliqués dans les grands conflits du temps. On les voit en 1121 envoyer des secours à Milan dans la guerre que cette ville soutenait contre Côme. La même année, Vicence, alors en guerre acharnée contre Vérone, se déclare prête à la paix, mais attire dans un piège les autorités véronaises à un grand banquet où elle les fait prisonniers. Elle a ainsi l’espoir de prendre la ville par surprise, privée de ses chefs. Vicence est déjouée, vaincue et réduite à quémander la médiation de Mantoue. Vérone, comme tant d'autres villes italiennes, ne fait pas exception et mène une politique agressive pour le contrôle de son contado. En 1125 elle attaque Padoue. 
Vérone est alors aux prises en 1135 avec une terrible guerre contre Mantoue. Trévise commence en 1141 ses guerres avec la ville royale de Vérone (Vérone était siège d'un duché lombard). La cité doit conduire aussi ses armes contre Padoue. Trévise est une cité dynamique et en expansion comme Vicence et Padoue. Cela aboutit en 1142 à une nouvelle guerre pour le contrôle de l’Adige qui oppose Vicence à Padoue, impliquant Vérone pour le contrôle d’importants centres fortifiés frontaliers (Montegalda, Bassano, Marostica).  
Tous ces conflits meurtriers interurbains pour le contrôle des précieuses voies d'eau se concluent par la célèbre paix de Fontaniva (1147) sur la Brenta. La paix est signée entre d'une part Vicence et Vérone, et d'autre part Padoue et Trévise. Elle est conclue par l’entremise du patriarche d'Aquilée et des évêques vénitiens. Le texte montre un bloc padouan défendant ses intérêts fluviaux avec les seigneurs féodaux de Trévise, Conegliano et Ceneda, soit les terres entre Sile et Livenza, opposé à un autre bloc vicentin avec Vérone et Venise. On connaît le nom de Balduino della Scala, consul à Vérone. Tebaldo, évêque de cette ville est un des médiateurs de la paix. Les Véronais, dans le même temps en 1151, construisent le château d’Ostiglia et s’arment contre les Mantouans. L’empereur Conrad statue enfin en faveur des Véronais contre les Mantouans au sujet de ce château.

## La commune contre Barberousse
L’empereur allemand reste un acteur de premier plan. Il publie en 1155 à Vérone sa sentence contre les Milanais pour avoir détruit Côme et Lodi. Il connaît cependant des difficultés pour franchir un pont sur l’Adige à son retour en Allemagne. Une bande de bandits retranchés dans une caverne à la Chiusa, lui disputant le passage et exigeant un péage. Il trouve un nouvel obstacle à Rivoli où une centaine d’hommes le provoquent mais sont défaits et tués ou mutilés. Les Véronais envoient des poutres contre l’armée de l’empereur qui s'emploie à franchir le pont. En retour, celui-ci, furieux, fait couper le nez des Véronais présents dans ses rangs, même innocents. Les Véronais qui lui refusaient le passage avaient en effet détruit leurs deux ponts dalla Pietra et des Navi. Puis, en 1156, c'est la guerre acharnée de Vérone contre les châteaux de son contado. Tout cela dans le contexte de la première expédition de Barberousse. Les San Bonifacio de Vérone prennent alors et détruisent le château de Montorio qui appartenait aux Crescenzi. Partout en Italie, les présidents et officiers impériaux sont chassés des cités par le peuple en raison de leurs exactions. La compagnie de Vérone, une première ligue se crée. Les cités de la Marche Véronaise qui étaient restées fidèles dans les précédentes campagnes trouvent dorénavant injustes de telles exactions.
Barberousse descend pour la deuxième fois en Italie. Dans ce contexte troublé, le comte Guido Guerra incendie le château de Montorio (celui pris par les San Boniface en 1156) et ravage le pays véronais en 1157. 
En 1161, l'empereur se ligue avec les Véronais contre les comtes de Castel Barco et leur cède ensuite Garda. Des séditions troublent la cité. Puis, les Véronais alliés aux Padouans et Ferrarais prennent les armes contre les Vénitiens. Guerre marquée par la prise de Canargere. En représailles, les Vénitiens ravagent le territoire padouan, ferrarais et une partie du véronais. Dans l'intervalle, les Véronais envoient des secours à Milan assiégée. Puis ils se soumettent à l’empereur. Conrad Bellanozze est en 1162 gouverneur impérial pour Frédéric à Vérone qu’il tyrannise. La contrada (le district) de San Giovanni in Fori est ravagée et sept cents tours sont érigées à Vérone à l’occasion des guerres civiles qui ravagent la cité. Le véronais se hérisse de châteaux et citadelles. La guerre civile devient endémique dans toutes les cités de la Marche Trévisane à partir de l’expédition de Barberousse de 1162 et le pays se désole. Venise de son côté en 1163 encourage Vérone, Vicence, Padoue et Trévise à lutter contre l’empereur. Politique qui conduira à la création de la Ligue de Vérone Lega Veronese (it) en 1164, préfiguration comme on le sait de la Ligue Lombarde.

### La conquête des libertés et les chantiers urbains civils
1163 voit par une révolution la ville s'affranchir de la domination impériale et se doter d'institutions vraiment républicaines. Un recteur à Vérone, le comte Bonifacio de San Bonifacio est nommé après que les Véronais ont chassé le présidio impérial (ou bien peut être dès 1162 avec Alberto Tinca et donc peut être déjà avec lui en 1151). Les gouverneurs impériaux sont chassés de Vérone et s’y installe un gouvernement municipal. Bonifacio Traversi d’une puissante famille guelfe est nommé capitaine. Les murs et les tours sont restaurées pour la défense. C'est le début d'un véritable gouvernement autonome municipal à Vérone. Non sans des précautions diplomatiques qui justifient l'envoi d'une ambassade des Véronais à l’empereur. Son objet est de se plaindre des exactions dont ils sont victimes de la part de ses ministres, ce qui explique ainsi leur révolte. Les Vénitiens envoient de leur côté une ambassade aux Véronais.
En janvier 1184, un grand séisme détruit une importante partie de l’aula, l'ancien palais devant les arènes de Vérone. La ville sort renforcée du conflit précédent. L’empereur accorde de nombreux privilèges à Vérone et aux cités de la Marche pour se les concéder. Pour apaiser les tensions, on fait appel à un premier podestat étranger, et donc neutre. En 1186, Guglielmo dall’Ossa de Milan est le premier à tenir ce rôle ; son mandat est marqué par l'édification d'un Palais de la Raison
La paix retrouvée est pourtant de courte durée. En 1188, c'est le début d'une série de longues guerres de Vérone contre Ferrare pour le contrôle de la Polésine. Ces conflits durent jusqu'en 1198. Les Véronais envoient une armée contre le château della Fratta où a lieu un duel fameux contre les chevaliers ferrarais. À l’issue de ce duel les Véronais s’emparent du château. 1190 se signale par des ravages de malandrins et d’exilés fuorisciti en territoire véronais, cependant qu'une terrible tempête ruine les récoltes des habitants. 

### La Ligue de Vérone et la bataille de Vigasio

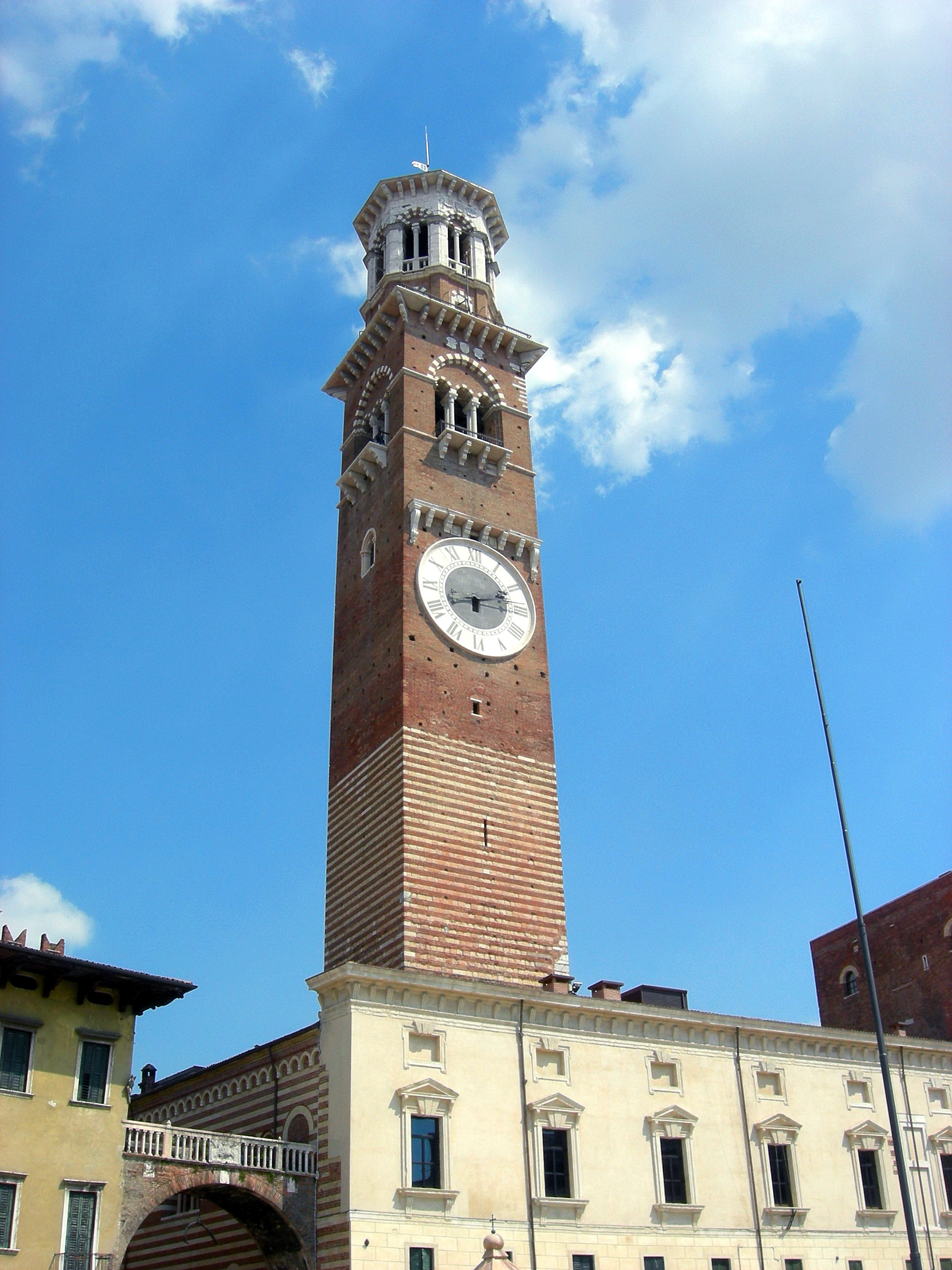
Tour des Lamberti à Vérone.

1164 voit la création effective de la ligue de Vérone (1164-1167) à l’instigation de Venise et de l’empire Byzantin et Padoue, rejointes par Vicence. Frédéric doit accorder des privilèges à ses alliés, Ravenne et Mantoue. Cette ligue représente une nouveauté avec l’adhésion des villes de l’est vénéte. La même année la bataille de Vigasio voit s'affronter Frédéric et les Véronais avec leurs alliés confédérés. Frédéric après avoir ravagé le véronais se retire sans combattre. En effet, il n’a que le soutien douteux de ses milices italiennes. Pilio Nichesola avec d’autres citoyens est à cette occasion accusé de trahison et mis à mort (ou bien en 1157). L’armée véronaise assiège Rivoli qu’elle prend en 1165. Vérone rase le château de Rivoli, devenu un repaire d’assassins et de brigands. Les Véronais sont désormais de farouches ennemis de l'empereur allemand. Ils envoient en 1167 le comte Bonifacio Traversari de San Bonifacio à la Ligue pour reconstruire Milan et contribuer à la restauration de la cité lombarde. 1169 voit l'institution d'un premier podestat qui n'est autre que le puissant Boniface des comtes de S. Bonifacio. Boniface est alors capitaine et recteur des gastialdoni des métiers et de tout le Peuple (Popolo). La majeure partie de Vérone est pourtant incendiée en 1172 dans des querelles internes, d’où s'ensuivent famine et peste.
La tour des Lamberti se dresse à Vérone qui est ensanglantée par une cruelle guerre civile. La ville a donné l'exemple et on assiste un peu partout depuis 1173 à un changement dans le gouvernement des cités de la Ligue qui élisent désormais un podestat ou préteur annuel, assisté par des juges assesseurs,. Le Véronais Gensone arbitre les négociations qui mettent un terme au siège d'Alexandrie en 1175 et un consul des marchands est attesté à Vérone.
Vérone s'illustre particulièrement à la bataille de Legnano en 1176 où elle envoie un contingent de 300 chevaliers . Cela pendant que l'infanterie des Véronais et des Brescians défend Milan. Par malheur, dans la foulée de la guerre, la disette revient à Vérone et en Vénétie en 1178. Le froment se vend très cher, conséquence du conflit et de sa rareté. Sauro comte S. Bonifacio et Ceresio Monticoli sont alors les chefs des factions de Vérone. Les tensions civiles semblent s'apaiser en 1179 quand Le comte Sauro S. Bonifacio fait épouser sa sœur Madonna Grassa au seigneur Ceresio Monticuli, chef de la faction adverse, en vue de la paix dans la ville. Ces unions matrimoniales entre factions adverses sont de puissants facteurs de pacification interne. Enfin la paix de Constance est signée en 1183 et lors de son passage à Vérone l'empereur concède un privilège aux monastères de S. Felix et Rustice de la ville. Cette année est marquée aussi par la visite d’Héraclius, patriarche de Jérusalem, à Vérone pour y demander des secours. Conséquence de la paix, les cités se donnent des lois appelées Statuts. Elles deviennent de fait indépendantes. 

### Les cathares et le climat religieux, les chantiers urbains religieux
Les esprits de cette époque sont alors prompts à s'enflammer et en 1160, à Vérone on retrouve les corps des saintes Tosca et Teuteria. Miracle opportun à des fins bien sûr de propagande. Onnibuono évêque de Vérone consacre leur église. Les premiers cathares apparaissent aussi dans la région et on signale un évêché cathare à Desenzano sur le lac de Garde. Les Cathares se recrutent alors surtout parmi les fuorisciti nobles.
En 1173 l'ordre religieux des Crocichieri installé à Vérone édifie l’église de S. Luca. Toutefois, en 1174 la famine sévit à Vérone, suivie de peste. Le froid et la sous alimentation causant des épidémies. Pour y remédier on opère la translation de saint Biasio et sainte Giuliana. Les chantiers urbains se poursuivent néanmoins et le campanile du Monastère San Zenon est édifié en 1178 sous l’abbé Gerardo.
La question cathare devenait préoccupante et en 1184 se tient pour la régler un concile à Vérone qui condamne les hérétiques cathares, patarins, vaudois et arnaldistes (disciples d'Arnaud de Brescia) appelés aussi politiques. On y traite aussi de l’église San Fermo Majeur chiesa di San Fermo Maggiore (it).
1185 voit la mort du pape Lucius III à Vérone, enterré dans cette ville. Son successeur Urbain III est couronné à Vérone à Castel San Pietro en présence de l’empereur, qui à cette occasion essaie de pacifier les Montecchi et les San Boniface. Les dissensions civiles comprimées pendant la guerre trouvent en effet avec la paix une occasion de se ranimer. Lucius III accorde une bulle en faveur du Monastère San Pietro. En 1187, un accord de parentèle signé grâce à la médiation d’Urbain III met fin au conflit séculaire entre les familles San Boniface et Monticoli. Comme pour illustrer ce succès, la foire du Mercato Nuovo sur la place du dôme a lieu en septembre pour la première fois. La consécration de l’église majeure de Vérone (Sainte Marie Matricolare) a lieu cette même année. Le dôme avait été construit sur l’emplacement d’un temple de Minerve ou de Vesta. Le Dôme et les églises de San Lorenzo, de San Paulo et de San Pietro in Castello avaient quant à eux été créés du temps de l'empereur Lothaire. Cela à l'initiative de Pacifico, archidiacre principal, connu aussi pour être, selon les sources anciennes, l'inventeur des horloges.

## L'ascension des da Romano

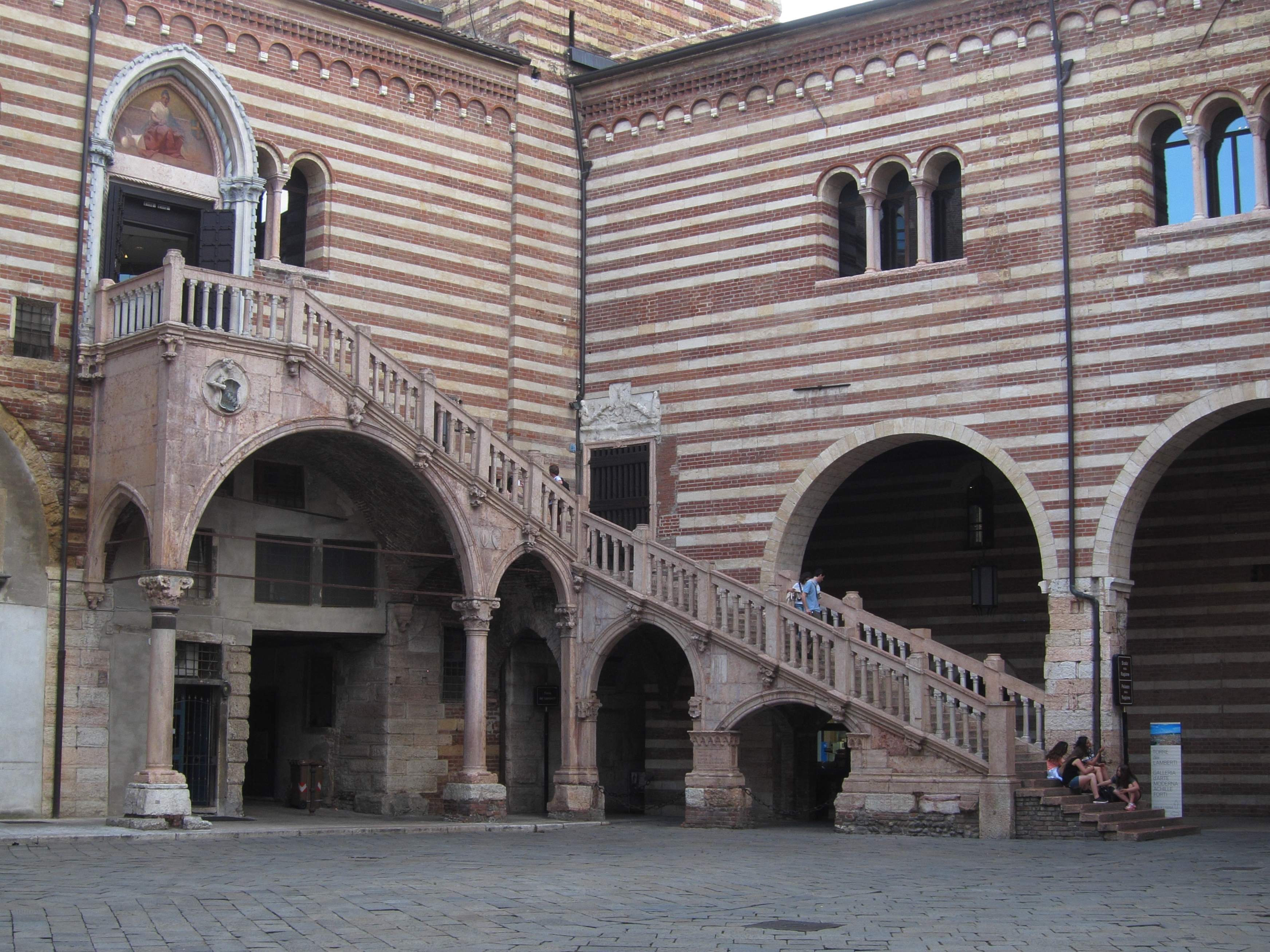
Palais de la Raison à Vérone.

### Une famille gibeline
C'est alors qu’apparaît sur la scène la puissante famille des Da Romano avec Ezzelin II, qui depuis Trévise son fief, est en guerre contre Vérone, Este et Vicence. Azzo d’Este, protecteur des Vicentins et des Véronais, met d'abord à mal Ezzelin, devenu chef des gibelins de la province. 1192 voit cependant une médiation des Montecchi à Vérone, chefs de la faction gibeline de cette ville. Le Palais de la Raison (Palais Communal) est par ailleurs réédifié à Vérone en 1193. La Commune acquiert les tours comprises entre la place des Erbe et la place des Signori. Les Véronais s’accordent avec les Vénitiens pour expulser les bannis de leur territoire. La question des bannis (fuorisciti) restant un sujet de tensions entre les cités. Adelardo, évêque de Vérone et cardinal, consacre l’église des Douze apôtres (it) en mars de cette année,.
Eccelin II, le moine de Romano, devient cette fois l'allié de Vérone et Padoue contre Vicence dans une première guerre en 1194,. Pendant ce temps Vérone assèche une zone de paluds au sud-est, où on construit la ville de Palu par des travaux de bonification et de drainage [1194-1199]. La terre mise en valeur est partagée en lots achetés par des bourgeois, juges, notaires, artisans. Ceux là tous vassaux des marquis d’Este et qui les confient à des paysans. Un locator prend ainsi à ferme et apporte le capital pour la création de Villafranca par Vérone,.
La crue de l’Adige, due à des pluies torrentielles, fait tomber en juin 1195 une grande partie du théâtre romain de Vérone. Le comte Uguccione Maltraversi avait capturé dans l’église de Saint Marc à Venise le citoyen génois Malosilelmo et l’avait emprisonné à la rocca di Meda. Les Vicentins alliés aux Véronais prennent alors les armes contre ce comte en 1196 mais sans résultat. Ce même comte s’empare par la violence de la rocca di Altavilla. Cette même année, l'institution du podestat cède temporairement la place à 4 consuls élus et est marquée par la mort du comte Sauro de San Bonifacio,.

### La bataille de Carmignano et les premiers succès des Da Romano
Le podestat réapparaît de nouveau dans la cité en 1197 avec Guelfo, comte de San Martino. Cela l' année où il est intervenu dans l'acte de paix entre Ferrarais et Mantouans et cette charge publique se maintiendra désormais sans interruption. Eccelin II reprend les armes en 1197 dans une deuxième guerre contre Vicence et Vérone est englobée dans ce conflit marqué par une grande victoire des Véronais contre les Padouans. La situation est alors très confuse, marquée par de brutaux renversements d'alliances au gré des circonstances. Mais émerge toutefois une grande victoire d'Eccelin II et de ses alliés Padouans contre les Vicentins à la bataille de Carmignano (29 août- 1er septembre 1198).
Deux mille prisonniers Vicentins gémissent dans les prisons. Ils refusent la demande des Véronais de les libérer. Ils sont toutefois libérés peu de temps après à la paix, sous condition que Véronais et Vicentins se retirent. Cette guerre a pour enjeu la possession de Bassano qu'Ezzelin a mis sous la protection de Padoue. Les Vicentins appellent désormais les Véronais à leur secours, en leur offrant châteaux et villages et ravagent le territoire de Padoue. Trévise, du même coup, se réconcilie avec Vérone, tandis que les Véronais aident les Vicentins, avant qu'Ezzelin II s’accorde avec les Véronais et fasse la paix avec les Vicentins. Les Padouans de leur côté toujours ennemis d’Ezzelin II détruisent Onara (ou en 1200) et livrent bataille aux Véronais.
Les Padouans sont une nouvelle fois défaits par les Véronais qui édifient le château de Gazzo sur l’Adige, non loin de Lendenara et à la requête des Vicentins remportent des succès sur les Padouans qui avaient occupé quelques terres des Véronais. L'année 1198 est par bonheur signalée par la fin du long conflit opposant Vérone à Ferrare, suivie d’une alliance après une victoire véronaise, entre Vérone, Ferrare, Trévise et Vicence contre Mantoue, Padoue et Ravenne. Le mur de la Regasta le long de l’Adige est alors édifié à Vérone.
Enfin Ezzelin II triomphe et est élu podestat de Vérone (1199, ou plutôt en 1200). Il négocie la Paix entre Vérone et Padoue d'une part et entre Vicence et Padoue d'autre part, mais la discorde sévit toujours dans la cité. En 1199 les Véronais réédifient le château d’Ostiglia près du Po, mais s’opposent aux Mantouans qui sont battus et mis en fuite. Vérone déjà en guerre contre Mantoue, Vicence, Padoue et Trévise entre en conflit avec Crémone. La ville poursuit sa politique agressive et guerroie de plus contre Modène, Parme et Reggio. Vérone devient donc la plus animée des villes militaires de la province, en vraie capitale, mi lombarde, mi romaine.

## Guerres civiles

Blason des San Bonifacio.

Le début du XIIIe siècle est aussi celui de l'ascension d'une ville voisine de Vérone Cerea . Elle devait à son instar se doter d'institutions communales jusqu'à rivaliser avec elle. Le podestat de Vérone est aussi celui de Cerea qui est très peuplée et tient à vrai dire désormais plus de la cité que du château. Dans le cas fréquent où un château devient une cité embryonnaire . Les Véronais à l'orée du XIIIème envoient Rambardo dalle Carceri, capitaine de la milice auxiliaire véronaise en aide aux Ferrarais pour ramener à la soumission les habitants révoltés d’Argenta. Les Ferrarais s’étaient emparé du château d’Argenta qui se donne aux Bolognais dans une rébellion. Ferrare envoie Azzo d’Este, fils d'Ugo II pour le récupérer. Il l’assiège, mais elle est défendue par les Bolognais. Les Véronais envoient alors des secours aux Ferrarais avec Rabano dalle Carceri et Argenta se rend dans la foulée à Ferrare. A Vérone durant son mandat Eccelin II s'appuie sur le parti de la noblesse des Montecchi (Monticoli), tandis que les guelfes tiennent comme toujours pour le comte de San Bonifazio. Et les discordes reprennent dès 1201. Les Véronais édifient le château de Villafranca contre les Mantouans. Les Vicentins en 1202 prennent le château de Sassuolo aux Padouans leurs éternels ennemis et réaffirment leur ligue avec Vérone et Trévise. Un brillant podestat illustre l'année 1204, Drudo Buzzacarini de Milan, mais il ne peut empêcher qu'une guerre civile ravage la cité. En effet, les Monticuli s’unissent avec la cité contre les comtes de St Boniface et décident de les chasser de la ville, ce qui est l’occasion d’une sérieuse confrontation. Tandis que Vérone fait la paix avec l’évêque de Trente, la guerre civile redouble entre les Montecchi et le comte de San Bonifazio. Les Montecchi font appel à Eccelin II le moine. Cerea par la même occasion se donne un premier podestat, Pietro Lamberti.  
Un marquis d’Este est ensuite appelé podestat à Vérone (Azzo VI en 1206). Le même qui tente d'assassiner Eccelin à Venise, place st Marc où il s'était rendu pour assister à une fête chevaleresque durant l'hiver 1205/06. Azzo VI, podestat jusqu'à juin 1207 est nommé par l’empereur, juge d’appel pour la marche de Trévise . Les partisans guelfes de Bonifacio di San Bonifacio, comte nominal de Vérone, avaient vaincu leurs adversaires, les Monticuli et fait élire Azzo VI comme podestat. Bonifacio est le fils de Sauro comte S. Bonifacio qui était appelé comte de Vérone, car descendant des anciens comtes ou gouverneurs de la ville. Mais la zizanie persiste et le 14 mai 1206 une grande bataille de rues ensanglante la ville. Les Montecchi vaincus voient leurs maisons brûlées, avec celles des della Carcere et des di Lendenara. Le prestige de Vérone reluit néanmoins jusqu'au Levant. Ainsi l’île de Negroponte (Eubée) est prise par Pecoraro de Pecorari et Rabano dalle Carceri et ses 2 neveux , tous citoyens de Vérone, qui partent acquérir les îles de l’Egée. Dans la foulée de la conquête par les vénitiens d'un quart et demi de l'empire grec de Romanie,.  

### La révolution de 1207 et l'institution du palio
Azzo VI d’Este podestat de Vérone cherche à éliminer les Montecchi et S. Boniface sans succès, il s’allie donc avec les guelfes du contado et les laisse envahir la ville, détruisant les palais gibelins. Une partie réussit à fuir avec l’aide d’Ezzelin II qui réunit une armée à Bassano et se dirige vers Vérone, mettant en fuite Azzo d’Este. Le Da Romano place le gibelin Oderico Visconti comme podestat à Vérone. Oldrico Visconti chasse donc Azzo d’Este de la podestatie de Vérone (juin- septembre 1207) et se fait élire à sa place. Pour commémorer cette victoire il institue le palio, fête du parti du Peuple,. 
Azzo d’Este avait cherché à mettre entre les mains du Peuple le gouvernement de Vérone, la ville s’arme et il est privé de la podestatie. Azzo et S. Bonifacio s’unissent dès lors pour ruiner les Monticuli. Les Mantouans s’arment en faveur des S. Bonifacio contre les Véronais. L’armée de S. Bonifacio entre à Vérone, mais le peuple la combat sur la Bra. Les gouverneurs de la cité et les Monticuli prennent le parti du Peuple, s'ensuit une bataille de rues où l’alfiero/ enseigne de la république reste au pouvoir des ennemis. 300 hommes restent sur le terrain. Mais la victoire revient aux S. Bonifacio. Les San Bonifacio vont dès lors assiéger leurs ennemis Monticuli à la Rocca de Peschiera et à Garda, mais les assiégés déploient des prodiges de valeur avant de se rendre. Les chefs des Monticuli sont faits prisonniers malgré la foi jurée.
L'année 1207 voit en effet une recrudescence de la violence civique. Le parti guelfe rentre à mains armées dans Vérone et en chasse les Montecchi qui se réfugient ds les châteaux d'Ezzelin. Mais avec eux, ses vassaux, des mercenaires, ainsi que les secours de Salinguerra de Ferrare, Ezzelin attaque Azzo d'Este devenu podestat de Vérone et l'en chasse. D'où le retour des Montecchi.
Une alliance se noue à Vérone entre les Mantouans, Azzo d’Este et le comte Bonifacio de San Bonifacio (28 août 1207). Ezzelin II aide quant à lui les Véronais contre le marquis d’Este. On se souvient que les Montecchi avaient chassé Azzo d’Este de Vérone. Mais voilà qu'Azzo revient à Vérone avec l’aide des Mantouans (septembre- 18 novembre 1207). Azzo d’Este vainc tous ses ennemis réunis et fait prisonnier Ezzelin II qui est généreusement libéré (29 septembre 1207). Les Montecchi quant à eux occupent la rocca di Garda. Azzo d’Este assiège alors cette citadelle et s'en empare. À la fin de l’année Adelardo évêque de Vérone échange son château de Legnago contre celui de Monteforte qui appartient aux Véronais. Ezzelin réunit une armée et persécute dans tout le Véronais les S. Boniface et leurs alliés.
Pour résumer le cours de ces événements troublés : Azzo d'Este ayant rassemblé une armée surprend Ezzelin à Vérone. S'ensuit une bataille de rues où Ezzelin est chassé avec ses amis. Les maisons et propriétés des Montecchi sont ravagées dans la ville et alentour. Ils ne se maintiennent qu'à Peschiera et Castello di Garda, et même là pressés par Azzo sont forcés de se désolidariser d'Ezzelin. En 1208 Les Montecchi occupent Pescheria, mais sont vaincus peu après par le marquis d’Este et faits prisonniers. Pescheria est prise et les Montecchi sont à nouveau chassés de Vérone.
Les Bonifacio sont chassés à leur tour par Ezzelin qui est nommé podestat à la place du marquis d’Este. Le 19 décembre un projet de ligue devait unir Vicence, Vérone et Trévise contre Padoue. Trévise s’allie avec Vérone, Padoue et Vicence. Ezzelin ayant triomphé des San Bonifacio revient à Vérone. C'est là qu'il y aurait institué le palio. Un décret y permet de construire sur les ruines des casamenti, immeubles détruits pendant la guerre civile.

### L'intervention d'Othon IV
C'est alors qu'intervient Otton IV qui de passage à Vérone, libère les prisonniers qui étaient à Este. Les S. Boniface et leurs amis sont réclamés dans leur patrie à Vérone. Azzo d'Este quant à lui entreprend un 2ème siège victorieux de Peschiera, après avoir chassé de Ferrare les chefs du parti gibelin, dont Salinguerra. Azzo rentré dans Ferrare après en avoir été exilé se fait proclamer seigneur de Ferrare. Tout premier exemple de pouvoir tyrannique.
Othon IV sur ses entrefaites descend en Italie pour s'y faire couronner. Il se trouve aux environs de Pescheria le 14 août 1209, quand il passe l’Adige sur un pont édifié par les Véronais, desquels il reçoit la rocca de Garda. Il pacifie à Vérone les factions séditieuses . 
Ezzelino II accompagne Othon IV à son couronnement et en reçoit des bienfaits, comme le titre de vicaire impérial. C'est l'occasion pour Ezzelin de briller de tout son éclat lors d'un tournoi.

Blason d'Este

Othon IV obtient aussi la liberté des Montecchi en octobre. Une ligue des villes guelfes de la marche véronaise se forme. Trévise et Padoue gibelines, opposées au comte de S. Bonifazio à Vérone (ex podestat) et à Mantoue, aux da Vivario à Vicence, aux Camposampiero à Padoue et aux amis des Adélardi à Ferrare, tous alliés du marquis d'Este et des familles guelfes. Les factions se sont en effet renforcées pendant l'interrègne. Le 26 janvier 1209 une alliance est jurée entre Vérone, Vicence et Trévise. Les ennemis d’Ezzelin, le marquis d’Este, le comte de S. Bonifacio et d’autres ayant obtenu l’aide de Bartolomeo da Palazzo podestat de Vérone, de Mantoue, Reggio, Crémone, Brescia, Pavie se portent contre Ezzelin, allié aux Vicentins et Trévisans à la bataille de Pontalto, près de Vicence, mais sont complètement défaits en 1210.
Le château d’Ossenigo au pouvoir des Véronais est démoli, il était occupé illégalement par Ribaldo Turrisendo. Ezzelin avec les Vicentins ravage le pays véronais et dans la bataille qui s'est engagée les Vicentins sont mis en fuite. Ezzelin au comble de sa puissance devient podestat de Vicence en juin 1210. Ses adversaires s'enfuient à Vérone près des S. Bonifazio. 

### La bataille de Pontalto, succès d'Ezzelin et chevauchée de Frédéric II
Bonifacio comte de S. Bonifacio réussit à se maintenir podestat de Vérone jusqu'en 1211, avant que de nouvelles discordes éclatent entre S. Boniface et Monticuli. Les belligérants s’en remettent au nouveau podestat de 1211 le vénitien Marin Zeno qui publie une sentence non acceptée par les S. Boniface qui prennent les armes. Les Monticuli se retirent dans la campagne. En 1212 c'est Bartolomeo da Palazzo pour la seconde fois qui est podestat de Vérone (29 février- 4 décembre). Celui ci avec le marquis d’Este, le comte S. Bonifacio, et avec l’aide de Mantoue, Crémone, Reggio, Brescia, Ferrare et Pavie se porte contre Ezzelin, allié aux Vicentins et Trévisans à la bataille de Lonigo. Ils sont vainqueurs mais par la suite on l'a vu complètement défaits par les vicentins à la bataille de Ponte Alto (Pontalto) près de Vicence, où les Vicentins triomphent des Véronais et font beaucoup de prisonniers. Le château de Lonigo est pris et détruit. Dès la fin 1211 une ligue formée entre Crémone, Brescia, Mantoue, Vérone, Pavie, Ferrare et le marquis Azzo avait vu le jour. Azzo VI d'Este meurt sur ces entrefaites le 15 novembre 1212 à Vérone, peu de temps après le comte de San Bonifacio, le 10 novembre et après sa défaite contre Ezzelin. Mort pour laquelle le troubadour Aymeric de Peguilhan compose un planh funèbre. Il y parle du comte Lodovico de S. Bonifazio qui partageait avec lui la seigneurie de Vérone. Azzo avait nommé comme héritiers ses 2 fils Aldobrandino I° et Azzo VII. Il est enterré dans le monastère de la Vangadizza (it) (Badia Polesine) où se trouve son sarcophage. Tiso VI de Camposampiero (it) est tuteur d’Azzo VII. C'est juste à ce moment (11 novembre) que les Montecchi choisissent de faire la paix avec le parti du comte de San Bonifacio et sont accueillis à Vérone. Paix établie grâce à la médiation des Padouans, par l'intermédiaire de Marin Zeno.   
Azzo d'Este était allé en 1212 à la rencontre de Frédéric II dans son itinéraire vers l’Allemagne, devant Crémone avec une escorte unie à celle des Pavesans, mais ils sont inférieurs en nombre aux milanais postés sur les rives du Lambro. Frédéric tente le passage de nuit et échappe aux ennemis. Puis Frédéric va à Mantoue, Vérone, Torente et Coire toujours avec l'escorte d'Este. Les marquis de Montferrat, Pavie, Crémone et Azzo d'Este le reçoivent avec honneur. Par Mantoue il va à Vérone remonte la vallée de l'Adige et va à Coire dans les Grisons où l’évêque le salue le premier du nom de souverain d'Allemagne . Les Padouans en 1213 avec l’aide d’Ezzelin II et des Vicentins vont au siège d’Este et détruisent le château d’Este et le palais du nouveau marquis Aldobrandino. On peut constater la faiblesse des Este à l’occasion de la crise de succession qui suivit la mort d'Azzo VI. Les Padouans intercèdent pour la paix entre les Vicentins restés dans la cité, les fuorisciti et les Véronais. Ezzelin II y consent. Un accord voit le jour le 11 novembre 1213 entre Véronais et Vicentins par les soins de Marino Zeno devenu podestat de Padoue et des Padouans (11 nov). Suivi d'une Convention par Marino Zeno entre Padoue, Vérone et Vicence (1er décembre). Le retour des Montuculi à Vérone en est la condition. Frédéric II est sur ce à Vérone où il s’émeut des malheurs des Véronais. Trente à l'époque est pourtant au pouvoir des Véronais qui la convoitaient de longue date, comme une ville stratégique pour le contrôle des cols alpins et des routes commerciales. Ezzelin ramène les Montecchi à Vérone. A cette occasion on assiste à un déploiement somptueux de fêtes chevaleresques. L'année suivante en 1214 la femme de Frédéric II étant à Vérone a lieu la foire du Champ de Mars du jour de la St Michel à celui de Ste Giustina. Les monastères de St Michel eurent depuis cette date jusqu'en 1265 le droit de recueillir le dazio des merci et animaux, qui correspondait à des droits de douane. La paix retrouvée dans la ville est néanmoins de courte durée et en 1215 de nouvelles luttes éclatent à Vérone entre Montecchi et San Bonifacio.  

### La révolution de 1218- 1220
L'année 1218 voit une recrudescence des désordres civils. Dans cette année marquée en octobre par un froid excessif et de nombreux dégâts dans le territoire véronais, Azzone Perticon podestat de Vérone est chassé (ou en 1220). Les S. Boniface saccagent plusieurs maisons et le Palais de la Raison est en grande partie brûlé par eux (17 mai). Uguccione de Crescenzi est nouveau podestat de Vérone (ou en 1219). Cependant que de prétendus prodiges aériens sèment la terreur dans la population. Les Véronais envoient néanmoins des secours dans la guerre que les Mantouans livrent contre les Crémonais. Puis en 1219, Uguccione de Crescenzi est confirmé podestat à Vérone, et le Palais de la Raison reconstruit avec les deniers du comte S. Boniface qui l’avait pourtant ruiné. Les institutions communales sont modernisées par la rénovation des anciennes lois et ordres de la Mercantia à Vérone. La violence pourtant, endémique est de retour et en 1220 (ou on l'a vu en 1218) Azzo Perticone de Bologne podestat de Vérone est chassé par Pietro da Maledra. Les Véronais aident les Mantouans leurs nouveaux alliés à récupérer la terre de Gonzagua. Cette année de grandes quantités de pains sont fabriquées à Vérone. C'est le moment que choisissent les Dominicains pour s'implanter à Vérone. L'église Ste Marie mère de Dieu hors les murs leur sera attribuée . 

## La marche d'Ezzelin III vers la seigneurie

Les étapes de l'expansion d'Ezzelino III da Romano : vert (hérité) jaune (par magistrature), bleu (conquis) rouge (ennemis)

### Avenement et progrès d'Ezzelin III
Ezzelin II quitte la scène politique et se retire en 1221 au couvent d’Olerio (Valstagna) et puis à Campese, il y reçoit son surnom de moine (ou 1215). Il laisse ses biens à ses 2 fils : Ezzelin III qu'on connaît quant à lui sous son surnom de féroce et Albéric II. Il meurt en 1235. Il avait contracté de nombreux mariages. Les deux frères concluent en 1222 une alliance avec la maison de S. Bonifazio à Vérone,.
Lorenzo da Martinengo de Brescia, est podestat de Vicence en 1222. Voulant se rendre seigneur de cette ville, il soulève le peuple contre les nobles (Romano, Conti, Breganze) et fait venir de Brescia 200 cavaliers. Ezzelin III qui se trouve à Vérone où domine la faction des S. Boniface demande au comte Richard de s’opposer à leur passage. Mais ce chef guelfe loin de lui obéir lui tend des pièges. Ezzelin et les Montecchi prennent les armes. Godefreddo de Piravano de Milan le podestat de Vérone, le comte Richard de S. Boniface et les autres guelfes sont chassés (1225). Ezzelin sera investi de la podestatie en 1226.
Ezzelin avait demandé au comte de S. Bonifazio de ne pas laisser passer par Vérone où il demeurait ces chevaliers brescians. Mais le guelfe voyait avec plaisir le peuple du voisinage humilier la noblesse gibeline. Il fit même attenter à la vie d'Ezzelin et le força avec le parti des Montecchi à prendre les armes. Ezzelin durant son mandat se montra particulièrement juste et sévère. Bonifazio et son parti se retirent dans leurs châteaux et de là font la guerre contre les Romano. Toujours en 1222 les Véronais sous le comte Rizzardo de San Lorenzo, leur podestat remportent une bataille contre les Ferrarais.
Les Véronais sont enfin faits seigneurs de Trente. Manfredo Cordovicco pour Vérone s’empare de Trente et y installe comme préteurs Antonio Nogarola et Pace Lazise nobles véronais (ou bien 1213 ou 1231) . 1223 voit un grand tournoi à Vérone assombri par un terrible séisme très meurtrier ressenti jusqu'à Brescia (Noël) et qui ruine le château de Marano en Valpulicella en territoire véronais. Autre succès pour la ville, des chanoines qui en étaient posesseurs cèdent à Vérone le château de Cerea. 
Ezzelin III épouse Giglia di San Bonifacio, tandis que sa sœur Cunizza da Romano, citée par Dante dans son Paradis, convole avec Rizzardo de S. Bonifacio. Cette même année 1223, son père laisse à Ezzelin III le pouvoir à Vérone. La lutte devient ouverte avec les S. Bonifacio, car Ezzelin répudie sa femme . Il s’avance avec une armée contre les guelfes sans trop de résistance. De nombreux chefs guelfes se réunissent à Villafranca de Vérone pour recréer la ligue lombarde, tandis qu’Ezzelin fait rédiger les premiers statuts véronais.
Cerea devient indépendante et s'érige en commune en cette année 1223. Les Véronais font une ligue en 1224 avec le Peuple de Milan contre les nobles milanais fuorisciti. Les Véronais vont les expulser de Ferrare. Le comte Ricciardo S. Bonifacio est envoyé à Ferrare affermir les conditions avec Salinguerra. Il est fait prisonnier avec beaucoup d’autres par Salinguerra. Les Véronais envoient des troupes contre Salinguerra et ruinent le château della Fratta, puis assiègent le château de Bonden.

### Triomphe d'Ezzelin III
L'année 1225 voit Ezzelin assurer la victoire de son parti gibelin. Leon dalle Carceri d'une illustre famille, chef des gibelins à Vérone avec 80 conseillers chasse de la cité le comte S. Bonifacio et ses partisans. Il fait raser leurs demeures et attribue leurs biens au fisc. Les fuorisciti se réfugient à Padoue .
L’empereur écrit à Salinguerra qui libère les prisonniers. Le comte Ricciardo avec les autres libérés revient à Vérone où il est accueilli en triomphe. Vérone demande l’aide d’Ezzelin contre S. Boniface. Azzo d’Este vient à Vérone en faveur des S. Boniface contre les Véronais. Les Véronais avec Ezzelin à leur tête font la guerre au comte S. Boniface qui est mis en fuite et demande l’aide des Mantouans qui la lui accordent par décret public. Ezzelin, capitaine de l’armée véronaise après avoir harangué ses troupes, triomphe par ruse de l’armée de S. Boniface qui se retire avec de lourdes pertes. Cette bataille marque le début de la seigneurie d’Ezzelin à Vérone. Les S. Boniface et leurs partisans déclarés rebelles sont bannis et leurs biens confisqués. Leurs maisons et leurs tours sont rasées. Le monastère de Sant'Anastasia près du palais du comte Ricciardo est édifié dans ces temps troublés . Les San Bonifacio quittent Vérone pour s’installer très longtemps à Padoue.
Ezzelin III exerce donc le pouvoir suprême à Vérone. Les Montecchi ont chassé Riccardo de S. Bonifacio de Vérone. On pourrait croire la paix revenue dans la ville.
Leon dalle Carceri est créé capitaine du Peuple en 1226, au lieu de l'office de podestat. Ezzelin lui succède 6 mois après à Vérone. Ezzelin III a le titre de capitaine du Peuple à Vérone de 1226 à 1233, davantage que celui de podestat. Son pouvoir s'étendra ensuite à Padoue, Trente, Brescia. À partir de cette date c'est un autre chapitre qui s'écrit de l'Histoire de Vérone. C'est l'âge des premiers essais de seigneuries dans cette ville. Les da Romano disputent aux Sambonifacio le pouvoir, jusqu'à ce que Mastino della Scala en 1260 fonde pour les gibelins la seigneurie des Scaliger. Les institutions communales comme la podestatie subsistent, mais voient leurs attributions réduites. Elles sont désormais vidées de leur pouvoir au profit de celui du seigneur, maître réel de la ville. Une autre période commence.